# Convention entre la Grande-Bretagne et la Chine relative au Tibet
Lire en ligne

Traduction en français du texte sur Wikisource

Texte en anglais sur Wikisource

Texte en chinois sur Wikisource

Le traité de Pékin de 1906, officiellement appelé Convention entre la Grande-Bretagne et la Chine relative au Tibet ou Convention sur le Tibet entre la Grande-Bretagne et la Chine ou Renouvellement sino-britannique du traité indo-tibétain (en chinois simplifié : 中英续订藏印条约 ; pinyin : zhōngyīng xùdìng zàngyìn tiáoyuē), est un traité signé le 27 avril 1906 entre l'Empire britannique et la dynastie Qing gouvernant la Chine et réaffirmant l'autorité de la Chine sur le Tibet selon Melvyn Goldstein et les frontières entre la Chine et l'Inde britannique.

## Contexte
Le traité de Pékin fait suite à l'expédition militaire britannique au Tibet (1903-1904) et au traité de Lhassa de 1904 dont il reprend et modifie les articles.

## Clauses du traité
L'article I confirme le traité de Lhassa de 1904, qui est cependant amendé.
L'article II précise que « le gouvernement de la Grande-Bretagne s'engage à ne pas annexer le territoire tibétain et à ne pas intervenir dans l'administration du Tibet » tandis que « le gouvernement de la Chine s'engage également à ne permettre à aucune autre puissance étrangère de s’infiltrer sur le territoire ou dans l'administration interne du Tibet », contrant ainsi la menace russe,,.
Dans l'article III. L'Empire britannique interdit l’accès à ses concessions de minerais et à ses marchés au Tibet (cités dans l'article 9 du traité de Lhasa de 1904) « à tout État ou au vassal de tout État autre que la Chine ». Le traité laisse toutefois le droit à l'Empire britannique de venir y installer des lignes télégraphiques entre l'Inde britannique et les marchés de ses comptoirs du Tibet,.
La Chine se déclare responsable du paiement des indemnités de guerre dues par les Tibétains aux Anglais. Elles seront réglées par la Chine à la Grande-Bretagne en trois annuités seulement. Celles-ci seront payées en 1906, 1907 et 1908. Londres conserve toutefois ses trois comptoirs. Il n’y aura pas d’occupation anglaise du territoire tibétain.

## Signature
La Convention est signée le 27 avril 1906 à Pékin par Ernest Mason Satow, envoyé extraordinaire et ministre plénipotentiaire de la Grande-Bretagne auprès de l'empereur de Chine, et Tang Shaoyi, haut-commissaire plénipotentiaire de l'empereur de Chine.

## Suites
Après la chute des Qing et la mort de Zhao Erfeng, les gouvernements britanniques, chinois et tibétains envoient des représentants à Simla, en Inde, pour discuter du tracé de la frontière sino-tibétaine et du statut du Tibet. La Convention de Simla est signée le 27 avril 1914. Prenant connaissance du texte, Pékin s'oppose à la frontière proposée entre Tibet intérieur et Tibet extérieur et rejette le paraphe de son délégué.
La dynastie Qing avait déjà créé la voie du chuanbian (zh) (川边道, qui devient en 1914 ou 1916 le district spécial de Chuanbian, puis, à la fin du gouvernement de Beiyang (1912-1929), la province de Xikang.

## Annexe